# Villiers-Vineux

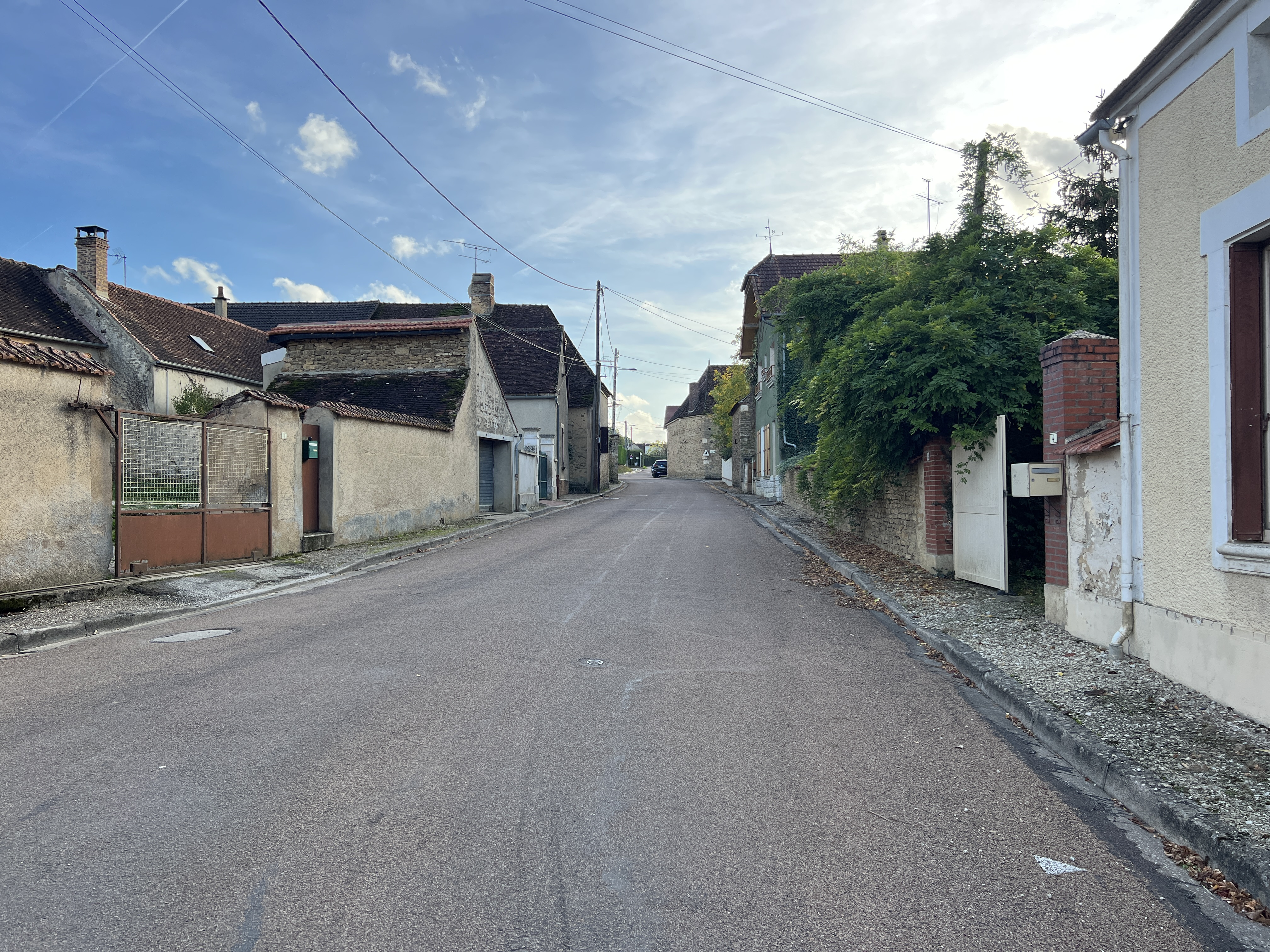
Grande Rue in Villiers-Vineux

Villiers-Vineux ist eine französische Gemeinde mit 282 Einwohnern (Stand 1. Januar 2022) im Département Yonne in der Region Bourgogne-Franche-Comté (vor 2016 Bourgogne); sie gehört zum Arrondissement Auxerre und zum Kanton Saint-Florentin (bis 2015 Flogny-la-Chapelle).

## Geographie
Villiers-Vineux liegt etwa 20 Kilometer nordöstlich von Auxerre. Der Armançon begrenzt die Gemeinde im Norden und Nordosten. Umgeben wird Villiers-Vineux von den Nachbargemeinden Percey im Norden, Flogny-la-Chapelle im Osten, Carisey im Süden und Südosten, Méré im Süden und Südwesten, Varennes im Südwesten sowie Jaulges im Westen und Nordwesten.

## Bevölkerungsentwicklung
| Jahr                      | 1962 | 1968 | 1975 | 1982 | 1990 | 1999 | 2006 | 2013 |
| Einwohner                 | 250  | 212  | 194  | 214  | 257  | 246  | 281  | 320  |
| Quelle: Cassini und INSEE |      |      |      |      |      |      |      |      |

## Sehenswürdigkeiten

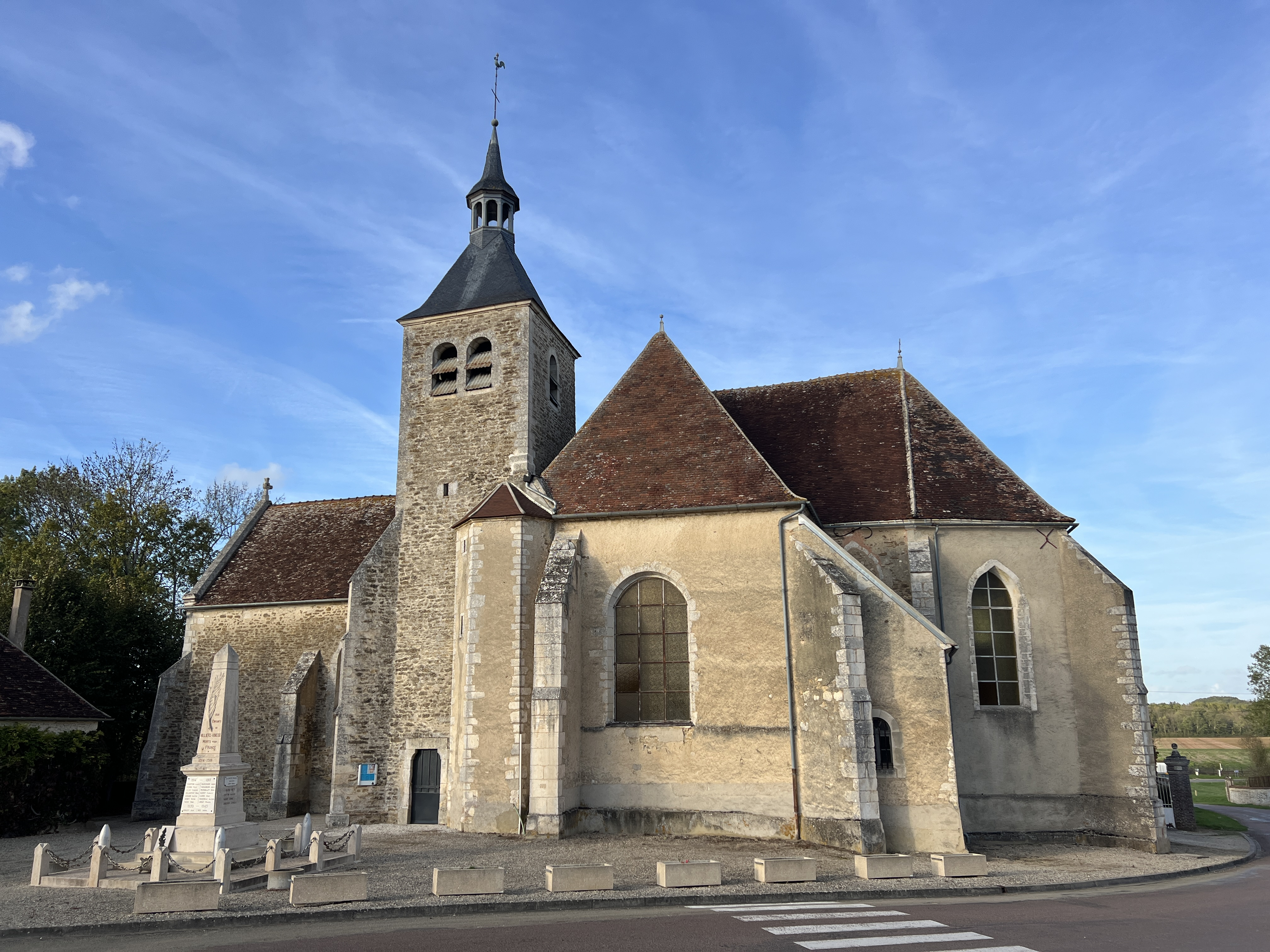
Kirche Notre-Dame

- Kirche Notre-Dame